# Florian Kellner

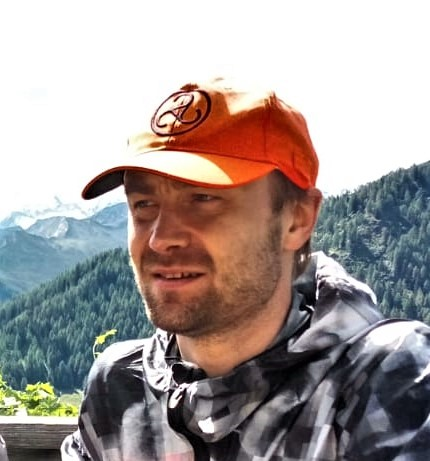
Florian Kellner

Florian Kellner (* 22. Oktober 1982 in Regensburg) ist ein deutscher Informatiker, Wirtschaftswissenschaftler und Hochschullehrer. Seit März 2025 hat er eine Professur für Digital Business Management an der Ostbayerischen Technischen Hochschule Regensburg inne.

## Leben
Florian Kellner studierte im Doppelmaster-Studiengang Deutsch-Französisches Management an den Universitäten Augsburg und Rennes 1 mit den Hauptfächern Logistik und Wirtschaftsinformatik. Seine Masterarbeit wurde von der französischen Logistik-Gesellschaft AFITL (Association des Instituts de Transport et Logistique) und dem Verlag Wolters-Kluwer ausgezeichnet. Von 2009 bis 2012 war er als leitender Mitarbeiter an der Universität Regensburg beschäftigt und verfasste in dieser Position mehrere Forschungsbeiträge zum Themenkreis Logistik-Netzwerke. Die Promotion erfolgte 2013 mit der Gesamtnote summa cum laude. Von 2013 bis 2017 arbeitete Kellner als Akademischer Rat an der Universität Regensburg und verfasste eine Reihe von Forschungsbeiträgen in den Themenfeldern Sustainable operations, Green logistics, Transport modelling und Game theory. Die Habilitation erfolgte im Jahr 2019, die Venia Legendi erhielt er 2020.
Von 2018 bis 2022 war Kellner bei der Continental AG beschäftigt. Seit 2022 verantwortet er bei der ams Osram AG den Bereich Data Science.
Kellner ist Autor mehrerer Lehr- und Sachbücher und lehrte an mehreren Hochschulen im In- und Ausland. Von 2023 bis 2025 hatte er an der Technischen Hochschule Rosenheim die Professur für Business Analytics inne. Seit März 2025 ist Kellner Professor für Digital Business Management an der Ostbayerischen Technischen Hochschule Regensburg.
Kellner ist als Gutachter und Editor für mehrere wissenschaftliche Fachzeitschriften tätig. Zu seinen aktuellen Forschungs- und Tätigkeitsschwerpunkte zählen die folgenden Bereiche: Data Science, Business Analytics, Sustainable operations, Green logistics, Transport modelling, Game theory.

## Auszeichnungen (Auszug)
- 2008: Award for the best thesis in logistics, von der Association Française des Instituts de Transport et de Logistique.[8]
- 2019: VDA Logistik Award, vom Verband der Automobilindustrie.[9]

## Schriften (Auszug)

### Artikel
- Claudia Neumüller, Florian Kellner, Jatinder N.D. Gupta, Rainer Lasch: Integrating three-dimensional sustainability in distribution centre selection: the process analysis method-based analytic network process. In: International Journal of Production Research. Band 53, Nr. 2, 17. Januar 2015, ISSN 0020-7543, S. 409–434, doi:10.1080/00207543.2014.939241 (tandfonline.com [abgerufen am 1. März 2023]).
- Florian Kellner, Johannes Igl: Greenhouse gas reduction in transport: analyzing the carbon dioxide performance of different freight forwarder networks. In: Journal of Cleaner Production. Band 99, Juli 2015, S. 177–191, doi:10.1016/j.jclepro.2015.03.026 (elsevier.com [abgerufen am 1. März 2023]).
- Florian Kellner, Bernhard Lienland, Sebastian Utz: An a posteriori decision support methodology for solving the multi-criteria supplier selection problem. In: European Journal of Operational Research. Band 272, Nr. 2, Januar 2019, S. 505–522, doi:10.1016/j.ejor.2018.06.044 (elsevier.com [abgerufen am 1. März 2023]).
- Florian Kellner, Sebastian Utz: Sustainability in supplier selection and order allocation: Combining integer variables with Markowitz portfolio theory. In: Journal of Cleaner Production. Band 214, März 2019, S. 462–474, doi:10.1016/j.jclepro.2018.12.315 (elsevier.com [abgerufen am 1. März 2023]).
- Florian Kellner, Miriam Schneiderbauer: Further insights into the allocation of greenhouse gas emissions to shipments in road freight transportation: The pollution routing game. In: European Journal of Operational Research. Band 278, Nr. 1, Oktober 2019, S. 296–313, doi:10.1016/j.ejor.2019.04.007 (elsevier.com [abgerufen am 1. März 2023]).
- Florian Kellner, Bernhard Lienland, Sebastian Utz: A multi‐criteria decision‐making approach for assembling optimal powertrain technology portfolios in low GHG emission environments. In: Journal of Industrial Ecology. Band 25, Nr. 6, Dezember 2021, ISSN 1088-1980, S. 1412–1429, doi:10.1111/jiec.13148 (wiley.com [abgerufen am 1. März 2023]).
- Florian Kellner: Generating greenhouse gas cutting incentives when allocating carbon dioxide emissions to shipments in road freight transportation. In: OR Spectrum. Band 44, Nr. 3, September 2022, ISSN 0171-6468, S. 833–874, doi:10.1007/s00291-022-00675-y (springer.com [abgerufen am 1. März 2023]).

### Monographien
- Florian Kellner: Distribution Network Analysis for Fast Moving Consumer Goods. Regensburg 4. April 2016 (uni-regensburg.de [abgerufen am 1. März 2023] University of Regensburg).
- Florian Kellner, Christian Brabänder: VBA mit Excel: Einführung für Betriebswirte. Springer Berlin Heidelberg, Berlin, Heidelberg 2019, ISBN 978-3-662-59739-2, doi:10.1007/978-3-662-59740-8 (springer.com [abgerufen am 1. März 2023]).
- Maximilian Lukesch, Florian Kellner: Übungsbuch Produktionswirtschaft: Planung, Steuerung und Industrie 4.0. Springer Berlin Heidelberg, Berlin, Heidelberg 2020, ISBN 978-3-662-62086-1, doi:10.1007/978-3-662-62087-8 (springer.com [abgerufen am 1. März 2023]).
- Florian Kellner, Bernhard Lienland, Maximilian Lukesch: Produktionswirtschaft: Planung, Steuerung und Industrie 4.0. Springer Berlin Heidelberg, Berlin, Heidelberg 2022, ISBN 978-3-662-65802-4, doi:10.1007/978-3-662-65803-1 (springer.com [abgerufen am 1. März 2023]).

### Buchbeiträge
- Andreas Otto, Maximilian Lukesch, Christian Brabänder, Florian Kellner: Konsumgüterdistribution. In: Handbuch Produktions- und Logistikmanagement in Wertschöpfungsnetzwerken. De Gruyter, 2018, ISBN 978-3-11-047380-3, S. 737–758, doi:10.1515/9783110473803-039 (degruyter.com [abgerufen am 1. März 2023]).